# FAUR

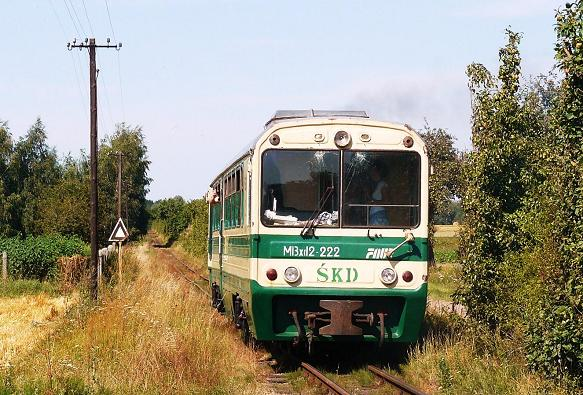
Produkt fabryki FAUR - wagon motorowy typu A20D-P (na PKP oznaczony jako MBxd2) na stacji Robaczyn Śmigielskiej Kolei Dojazdowej w malowaniu SKPL

FAUR – rumuńskie zakłady mechaniczne i metalowe w Bukareszcie produkujące m.in. tabor kolejowy.
Zakłady FAUR powstały w 1921 roku pod nazwą "Malaxa", potem zmienioną na "23 August". Producent m.in. lokomotyw spalinowych używanych głównie w krajach byłego RWPG. Zakłady wyprodukowały lokomotywy spalinowe Baureihe 119 dla kolei wschodnioniemieckich. W Polsce tabor wyprodukowany przez zakłady FAUR jest reprezentowany przez m.in. wąskotorowe lokomotywy spalinowe typu L45H (oznaczenie PKP Lxd2) i L30H (oznaczenie PKP Lyd2), a także normalnotorowe lokomotywy spalinowe serii SP32. Zakłady przemysłowe na terenie Polski eksploatowały i eksploatują do dzisiaj także pojedyncze sztuki innych lokomotyw m.in. typów LDE125, LDH45, LDH70, LDH180 i inne. FAUR produkował także wagony spalinowe i wagony osobowe – w Polsce są one reprezentowane przez wagony silnikowe wąskotorowe typu A20D-P (oznaczenie PKP MBxd2), oraz wagony osobowe wąskotorowe (oznaczenie PKP Bxhpi).

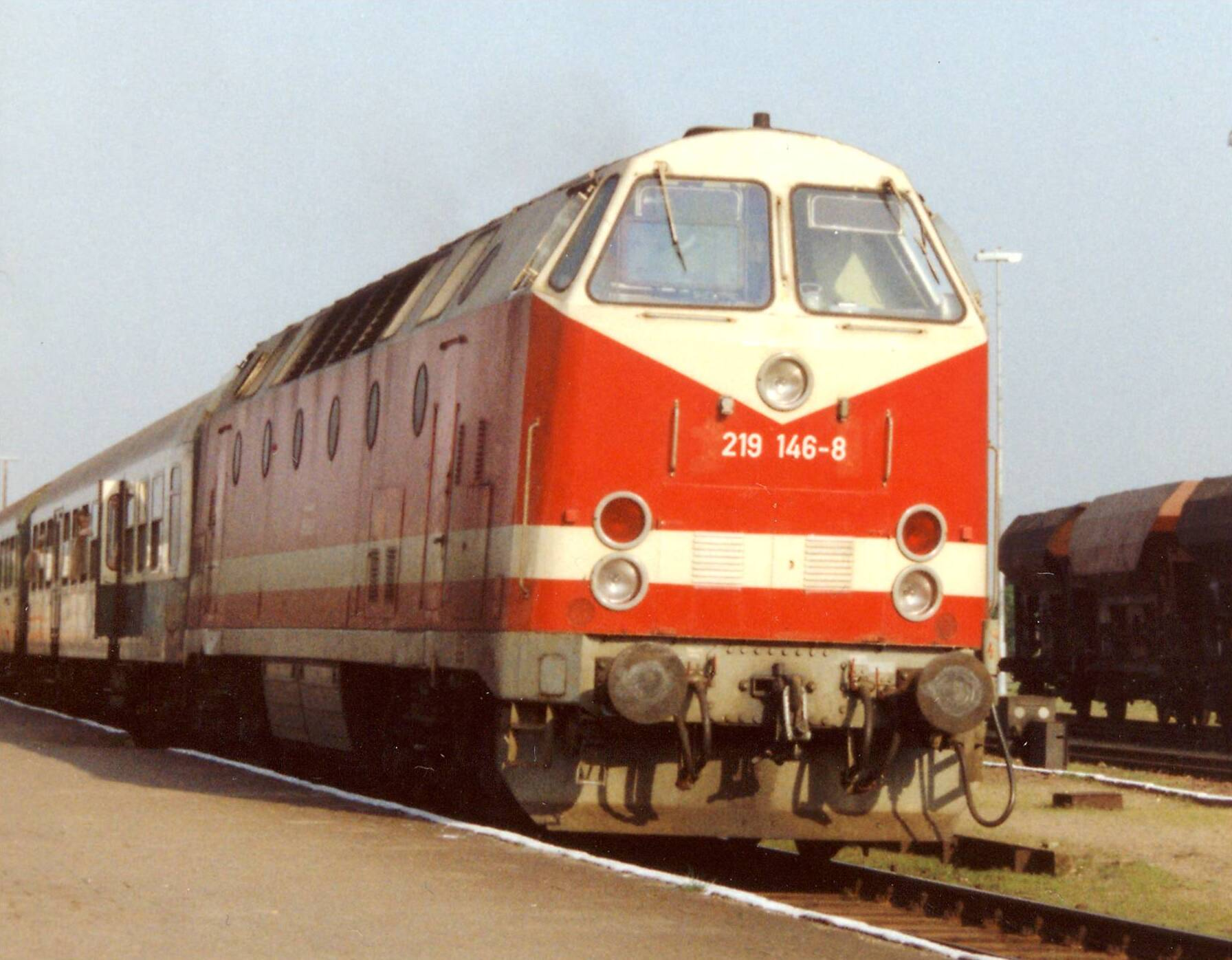
Lokomotywa Baureihe 119
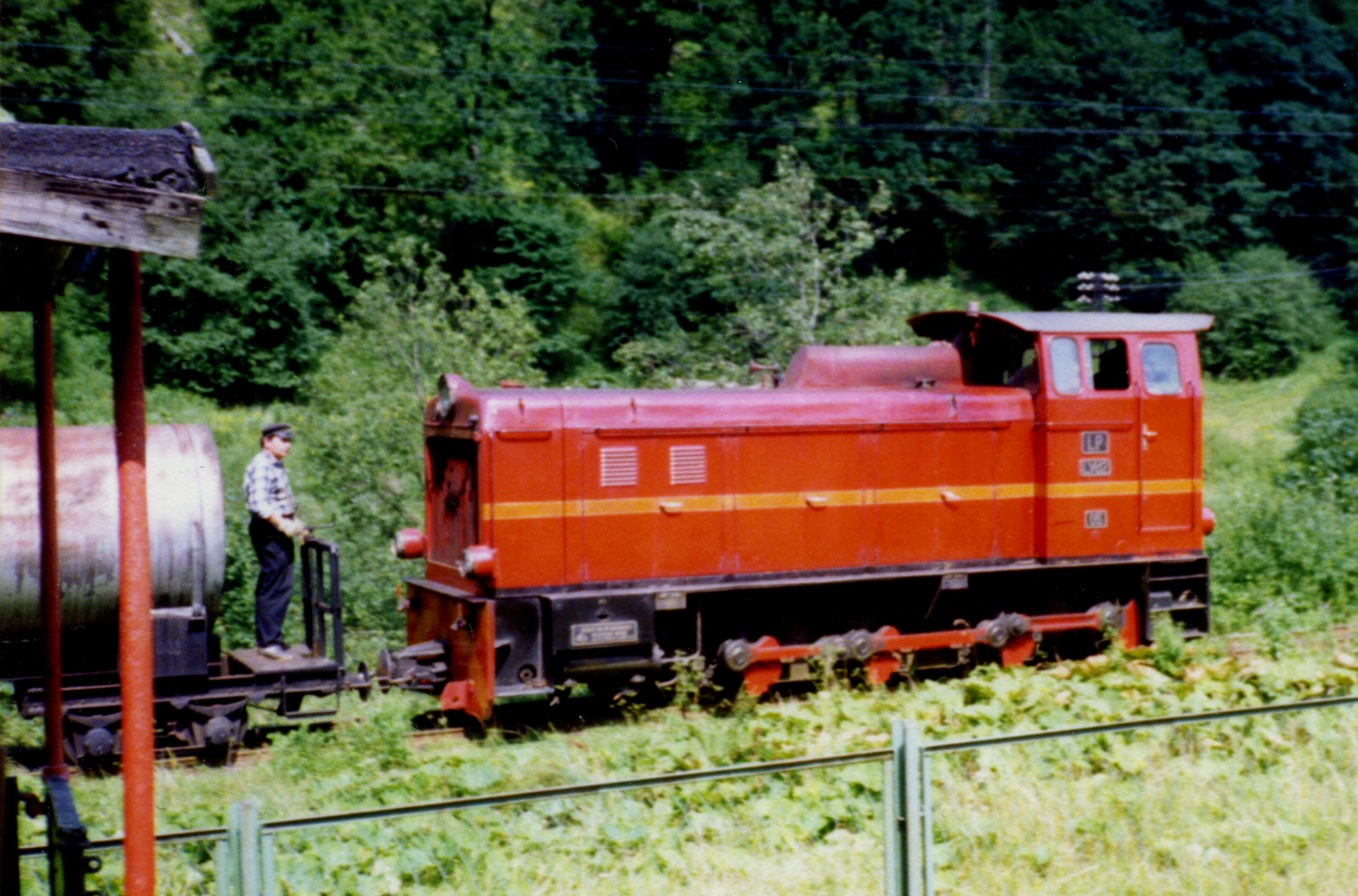
Lokomotywa Lyd2
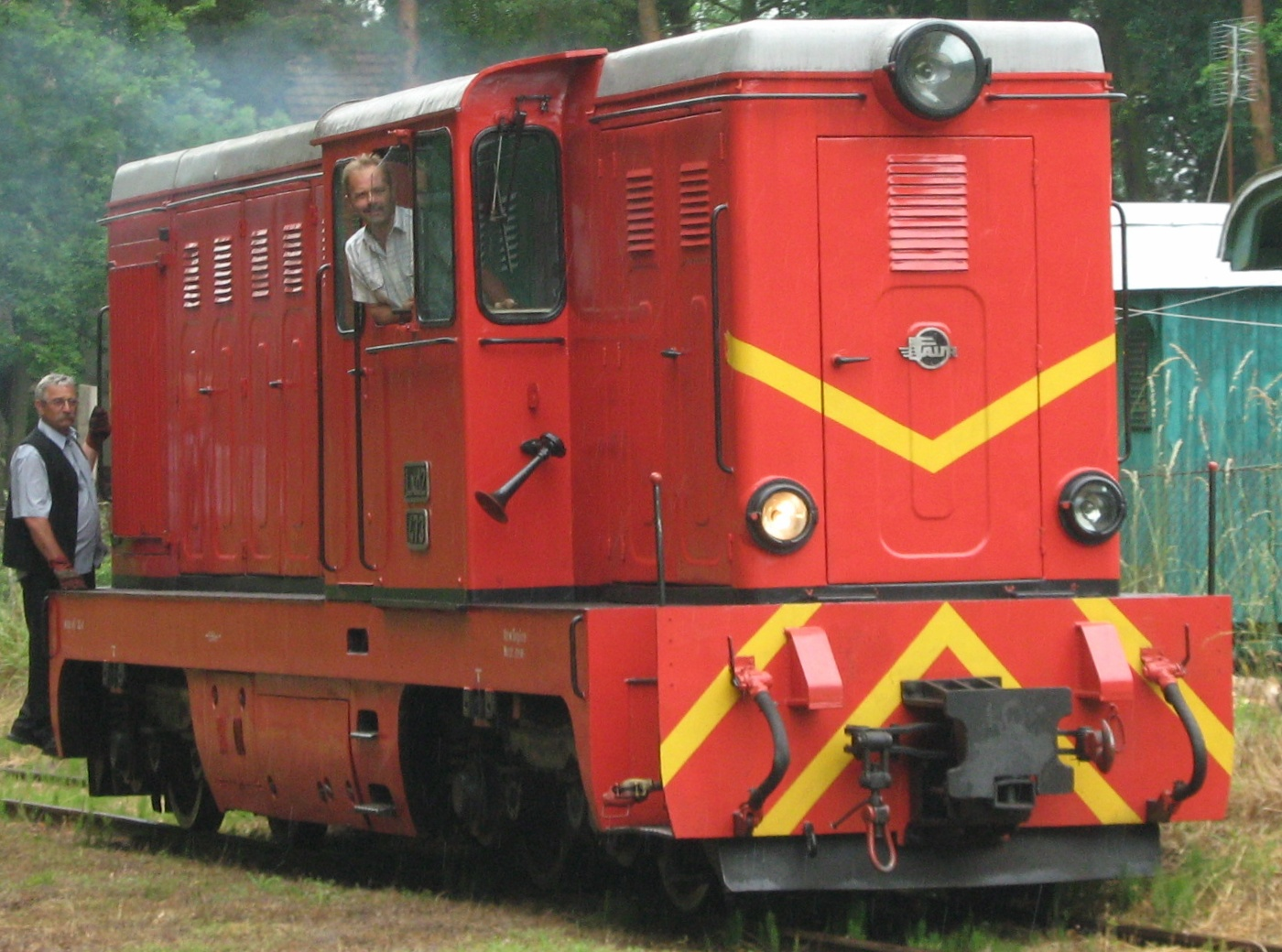
Lokomotywa Lxd2